# Methioides cicatricosa
Methioides cicatricosa là một loài bọ cánh cứng trong họ Cerambycidae.